# Isaak Jaglom
Isaak Moisejevitj Jaglom (ryska Исаа́к Моисе́евич Ягло́м, på engelska translittererat Yaglom), född den 6 mars 1921 i Charkiv (Ukrainska SSR), död den 17 april 1988 i Moskva, var en sovjetisk matematiker. Han arbetade främst inom geometri, men var mycket engagerad i matematikundervisning och är internationellt främst känd som läroboksförfattare. Flera av hans verk har översatts till andra språk och blivit populära standardverk, som översättningarna till engelska:
- Convex figures med Vladimir Boltjanskij (1951, första översättning 1961)
- Complex numbers in geometry (1963, första översättning 1968)
- Geometric Transformations (två band 1955 och 1956, översatt som fyra delar: 1962, 1968, 1973 och 2009)
- Higher Maths for Beginners (Mostly Physicists and Engineers) med Jakov Zeldovitj (1967, upplagan från 1982 översatt 1987)

Isaak Jagloms tvillingbror, Akiva Jaglom, var fysiker och matematiker som främst bidrog inom behandling av slumpartade processer, speciellt turbulens (i samarbete med Andrej Kolmogorov), med stokastiska metoder. Tillsammans skrev bröderna:
- Challenging Mathematical Problems With Elementary Solutions (1954, översatt som två delar 1963 respektive 1966)
- Probability And Information (1956, den tredje upplagan 1972 översattes 1983)